# Matignon
Matignon is een gemeente in het Franse departement Côtes-d'Armor, in de regio Bretagne. De plaats maakt deel uit van het arrondissement Dinan. Matignon telde op 1 januari 2022 1.738 inwoners.

## Geografie
De oppervlakte van Matignon bedroeg op 1 januari 2022 14,53 vierkante kilometer; de bevolkingsdichtheid was toen 119,6 inwoners per km².
De onderstaande kaart toont de ligging van Matignon met de belangrijkste infrastructuur en aangrenzende gemeenten.

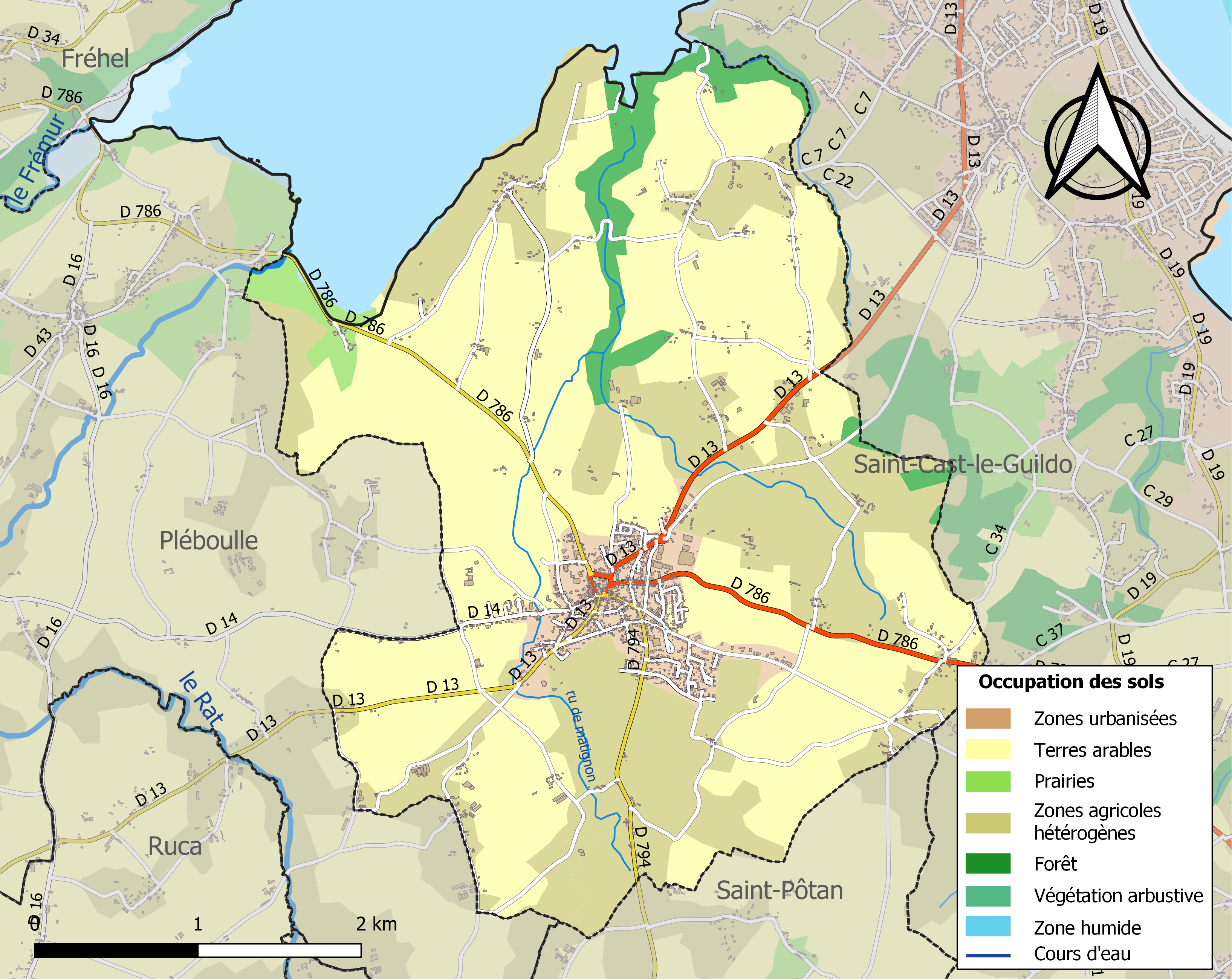

## Demografie
Onderstaande figuur toont het verloop van het inwonertal (bron: INSEE-tellingen).